# حديقة ميشن تريلز الإقليمية
تبلغُ مساحة منتزه ميشن تريلز الإقليمي حوالي 7,220-أكر (29.2 كـم2) داخل مدينة سان دييغو بكاليفورنيا. تأسَّسَ هذا المنتزه السياحي عام 1974، وهو سادس أكبر حديقة مملوكة للبلديات في الولايات المتحدة، والأكبر في ولاية كاليفورنيا.

## الوصف
تتكون الحديقة في الغالب من الأخاديد والتلال الوعرة، مع مناطق ترفيهية طبيعية ومتطورة، بما في ذلك الزهور الجميلة. إنها سابع أكبر حديقة حضرية ذات مساحة مفتوحة في الولايات المتحدة، وتتألف من ما يقرب من 7,000 أكر (28 كـم2). أعلى نقطة هي 1,592-قدم (485 م) في جبل كاولز، وهو أيضًا أعلى نقطة في مدينة سان دييغو. يتدفق نهر سان دييغو عبر الحديقة. ويمرُّ طريق الوصول باتجاه واحد عبر المنتزه، مما يسمح لممارسي رياضة المشي بالحركة والمشي لمسافات طويلة وسائقي الدراجات النارية والمشاة من جهة والسيارات من جهة أخرى. الحديقة مفتوحة كل يوم من أيام السنة.
تحتوي الحديقة على 60 ميلاً من مسارات المشي وركوب الدراجات الجبلية والفروسية ومنطقة تسلق الصخور ومخيم بحيرة كوميااي مع 46 موقعًا للتخييم بجوار بحيرة صغيرة. يضمُّ عددًا من المعروضات ومكتبة ومسرحًا يتسع لـ 93 مقعدًا يشتمل على نظام عرض بلوراي بشاشة كبيرة. يشتمل مركز الزوار أيضًا على معرض فني. المسار الأكثر شعبية في المنتزه هو مسار كاولز ماونتن (بالإنجليزية: Cowles Mountain)‏ والذي يأخذ مئات الأشخاص يوميًا إلى القمة للحصول على صورة بانوراما بنسبة 360 درجة لمقاطعة سان دييغو. محطة أخرى شهيرة هي أولد ميشن دام (بالإنجليزية: Old Mission Dam)‏، الذي تم بناؤه لتزويد مياه الري للأراضي الزراعية التي زودت بالغذاء لبعثة سان دييغو دي الكالا (بالإنجليزية: Mission San Diego de Alcala)‏، وهي أول سلسلة من المهام التي أنشأها خونيبيرو سيرا في كاليفورنيا. وجهة أخرى شهيرة داخل الحديقة هي بحيرة موراي، وهي عبارة عن خزان يمد أحياء سان دييغو بالمياه. تبلغ مساحتها حوالي 168 فدان. البحيرة بشكل دوري مليئة بالسلمون المرقط والباس.
افتُتحَ في 17 كانون الأول/ديسمبر 2014 ويست سيكامور (بالإنجليزية: West Sycamore)‏ رسميًا للجمهور. أدى هذا إلى زيادة حجم المتنزه بما يزيد قليلاً عن 1100 فدان ويتضمن 6 أميال من الممرات. يقع ويست سيكامور بجوار مجتمع سكريبس رانش (بالإنجليزية: Scripps Ranch)‏ الذي يقعُ في أقصى الطرف الشرقي من ستونبريدج باركواي (بالإنجليزية: Stonebridge Parkway)‏. تشمل الأحداث السنوية الخاصة في حديقة ميشن مسابقة صور الهواة التي تبدأ في شهر مارس ومن المقرر تقديم المشاركات بحلول منتصف أبريل. تحتفل الحديقة كل عام بيوم استكشاف مسارات المهام (EMTD) في يوم السبت الثالث من شهر مايو. جميع الأنشطة الخاصة بمسارات المهام مجانية ويتم إجراؤها في مركز الزوار والتفسير وفي منطقة انطلاق الفروسية.

## التاريخ الطبيعي
تقعُ الحديقة في منطقة غابات كاليفورنيا، ولديها موائل تقعُ على ضفاف الأنهار فضلًا عن المجتمعات النباتيّة من النباتات المحلية في كاليفورنيا.

## حريق 2003
تم حرق جزء كبير من الحديقة بواسطة سيدار فاير في عام 2003. كما هو معتاد في علم البيئة، تعافت الحديقة في غضون بضع سنوات ولم تظهر سوى القليل من الأدلة على أضرار الحرائق الأخيرة.

## روابط خارجية
- مدينة سان دييغو: موقع ويب Mission Trails Regional Park.
- حديقة ميشن تريلز الإقليمية في سان دييغو : الدليل الرسمي، باميلا كروكس، 2003،(ردمك 0-9706219-1-4)